# Polystichum oreodoxa
Polystichum oreodoxa är en träjonväxtart som beskrevs av H. S. Kung, Amp; L.B.Zhang och Ren-Chang Ching. Polystichum oreodoxa ingår i släktet Polystichum och familjen Dryopteridaceae. Inga underarter finns listade.